# Viadidakt
Viadidakt är en gemensam förvaltning för vuxenutbildning, integration och arbetsmarknad i Katrineholms och Vingåkers kommuner. Verksamheten startade 2002 och leds av en gemensam nämnd med politiker från de båda kommunerna. Den gemensamma nämnden är en av några få i sitt slag i Sverige.
Viadidakt ansvarar bland annat för grundläggande och gymnasial vuxenutbildning, särskild vuxenundervisning, lärcentrum för högskolestuderande högskoleutbildningar, personal- och uppdragsutbildningar, integrationsfrågor och arbetsmarknadsfrågor och har cirka hundra anställda i de båda kommunerna.